# Dole (Jura)
Dole é uma comuna francesa na região administrativa de Borgonha-Franco-Condado, no departamento de Jura (subprefeitura). Estende-se por uma área de 38,38 km². Em 2010 a comuna tinha 24 666 habitantes (densidade: 642,7 hab./km²).